# نیکولاس مایر
نیکولاس مایر (انگلیسی: Nicholas Meyer؛ زادهٔ ۲۴ دسامبر ۱۹۴۵) کارگردان، فیلم‌نامه‌نویس، تهیه‌کننده و نویسنده اهل ایالات متحده آمریکا است.
از فیلم‌ها یا سریال‌های تلویزیونی او می‌توان به ادیسه و یورش دختران زنبوری اشاره کرد.